# Slovensko društvo v Ljubljani
Slovensko društvo v Ljubljani je bilo društvo narodnozavednih Slovencev, katerega glavna naloga je bila predvsem skrb za razvoj slovenskega jezika ter za napredek slovenske literature in umetnosti.
Društvo je začelo s svojim delovanjem 8. junija 1848. V ta namen sta bili ustanovljeni čitalnica in knjižnica, društvo je začelo izdajati revije, pospeševati izdajanje leposlovnih knjig v slovenskem jeziku, uprizarjalo pevske prireditve in gledališke predstave ter se med drugim zavzemalo za ustanovitev narodnega gledališča v Ljubljani. Na čelu društva je bil odbor, ki so ga sestavljali predsednik, namestnik in 12 odbornikov, med katerimi sta bila dva tajnika.
Društvo je prenehalo s svojim delovanjem leta 1853.